# Sam Worthington
Samuel Henry John «Sam» Worthington (Godalming, Surrey; 2 de agosto de 1976) es un actor australiano-británico, conocido por interpretar a Jake Sully en Avatar, Marcus Wright en Terminator Salvation y Perseo en Furia de titanes. Ha asumido otros papeles dramáticos en The Debt (2010), Everest (2015), Hasta el último hombre (2016), La cabaña (2017), Manhunt: Unabomber (2017) y Fractured (2019).

## Primeros años
Worthington nació en Godalming, Surrey, Inglaterra; pero durante su infancia se mudó a Perth, Australia.
Su padre, Ronald «Ron» Worthington, era empleado en una planta energética y su madre, era Jeanne Worthington ama de casa, y además tiene una hermana, Lucinda Worthington.
Asistió al John Curtin College of The Arts, pero finalmente abandonó la escuela a los diecisiete años y se dedicó a la construcción y a algunos trabajos esporádicos, estableciéndose en Sídney. Cuando tenía diecinueve años y trabajaba como albañil, hizo una prueba para el National Institute of Dramatic Art (NIDA), donde fue aceptado y se graduó en 199812q.

## Carrera

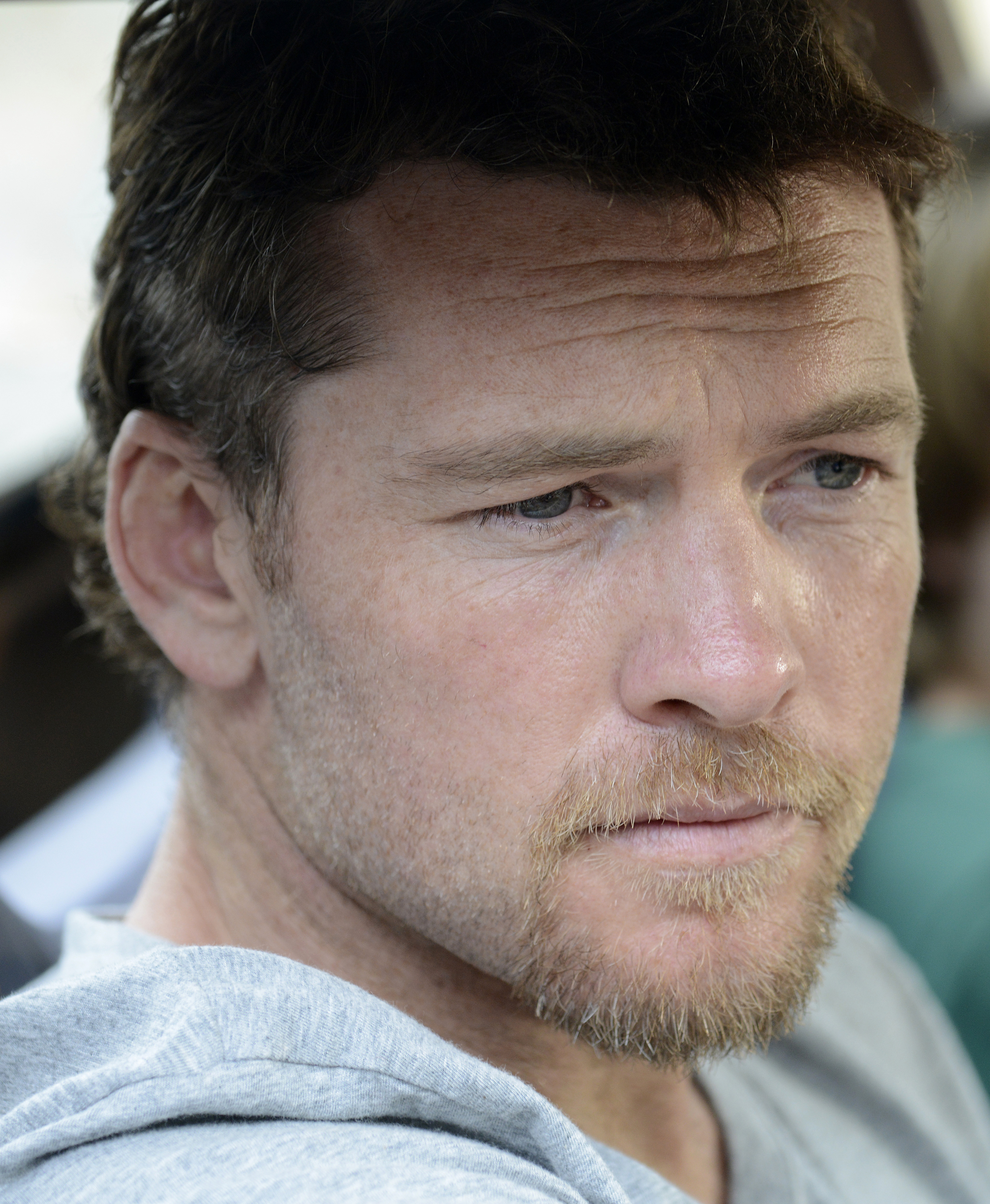
Worthington como Jack en "Paper Planes (2014)".

Después de graduarse en 1998 del National Institute of Dramatic Art, Worthington realizó una producción sobre El beso de Judas para la productora Company B en el Belvoir St. Theatre.
Siguió actuando en Australia, en películas y series de televisión, incluyendo una función, Bootmen y actuaciones en Dirty Deeds, Gettin Square (El desquite), Somersault y Macbeth. Worthington ganó en 2004 el Premio al Mejor Actor Principal por su papel en Somersault.
En 2004 se unió al elenco recurrente de la primera temporada de la aclamada serie australiana Love My Way, donde interpretó a Howard Light, el exnovio de Julia Jackson (Asher Keddie).
La carrera internacional de Worthington en el cine comenzó con una serie de pequeños papeles en Hollywood en producciones como Hart's War (La guerra de Hart) y The Great Raid, la cual se rodó en Australia. Fue uno de varios actores candidatos para hacer el papel de James Bond (que Pierce Brosnan había dejado) para la película de 2006 Casino Royale. El director, Martin Campbell, declaró que solo Worthington y Henry Cavill resultaron finalistas y en reñida competición con el que fue el ganador al final, Daniel Craig.
En 2007 el director James Cameron lo eligió para el papel principal de la película Avatar. El 12 de febrero de 2008 se informó que había sido elegido, por recomendación de Cameron, para el papel de Marcus Wright en Terminator Salvation.
En 2010 prestó su voz para el personaje de Alex Mason del videojuego Call of Duty: Black Ops. Más tarde, grabó un tráiler para el videojuego Call of Duty: Modern Warfare 3 junto a Jonah Hill y Dwight Howard. En 2012 apareció en la segunda entrega de Furia de titanes, titulada Wrath of the Titans. 
En 2015 apareció en la película Everest, donde dio vida a Guy Cotter. La película está basada en los hechos reales ocurridos durante el desastre del Everest de 1996 durante el cual murieron varios alpinistas. En 2022 Worthington retomó la voz de Jake Sully en Avatar: The Way of Water.

## Vida personal

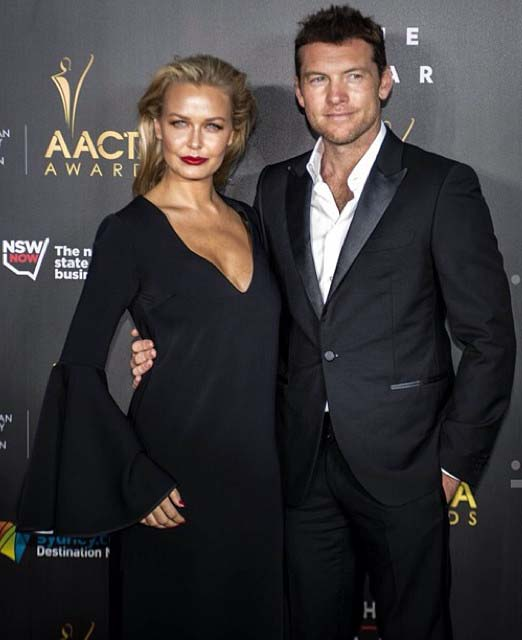
Lara Bingle y Worthington en 2014.

El 18 de octubre de 2013, Worthington confirmó su relación la modelo Lara Bingle. Se casaron el 28 de diciembre de 2014 y tuvieron un hijo, Rocket Zot, en 2015. En octubre de 2016, tuvieron otro hijo, Racer. En septiembre de 2019 la pareja anunció que esperaban su tercer hijo.
Worthington es cristiano.

## Filmografía

### Cine

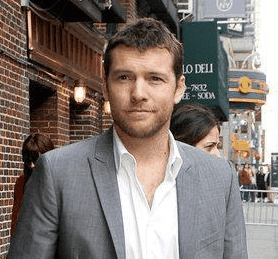
Sam Worthington en Manhattan, Nueva York, el 4 de abril de 2010.

| Año  | Título                                 | Personaje                      |
| ---- | -------------------------------------- | ------------------------------ |
| 2026 | Avatar 4                               | Jake Sully (voz) / Toruk Makto |
| 2025 | Avatar 3                               | Jake Sully (voz) / Toruk Makto |
| 2024 | Horizon: An American Saga - Capítulo 2 | Trent Gephardt                 |
| 2024 | Horizon: An American Saga - Capítulo 1 | Trent Gephardt                 |
| 2024 | Breathe                                | Lucas                          |
| 2022 | Avatar 2                               | Jake Sully (voz) / Toruk Makto |
| 2022 | Nueve balas                            | Jack                           |
| 2021 | The Last Son                           | Isaac LeMay                    |
| 2019 | Fractura                               | Ray Monroe                     |
| 2018 | El titán                               | Teniente Rick Janssen          |
| 2017 | La cabaña                              | Mackenzie Phillips             |
| 2016 | Hacksaw Ridge                          | Capitán Glover                 |
| 2016 | The Hunter's Prayer                    | Lucas                          |
| 2015 | Everest                                | Guy Cotter                     |
| 2014 | The Keeping Room                       | Moses                          |
| 2014 | Sabotage                               | Monster                        |
| 2014 | Cake                                   | Roy Collins                    |
| 2013 | Drift                                  | JB                             |
| 2012 | Wrath of the Titans                    | Perseo                         |
| 2012 | Man on a Ledge                         | Nick Cassidy                   |
| 2011 | The Debt                               | David Peretz (joven)           |
| 2011 | Texas Killing Fields                   | Jake Souder                    |
| 2010 | Last Night                             | Michael Reed                   |
| 2010 | Love & Distrust                        | Miles                          |
| 2010 | Furia de titanes                       | Perseo                         |
| 2009 | Avatar                                 | Jake Sully (voz) / Tom Sully   |
| 2009 | Terminator Salvation                   | Marcus Wright                  |
| 2007 | Rogue (El territorio de la bestia)     | Neil Kelly                     |
| 2006 | Macbeth                                | Macbeth                        |
| 2006 | A Fairytale of the City                | Artista                        |
| 2005 | Fink!                                  | Able                           |
| 2005 | The Great Raid                         | P.F.C. Lucas                   |
| 2004 | Blue Poles                             | Miles                          |
| 2004 | Thunderstruck                          | Ronnie                         |
| 2004 | Somersault                             | Joe                            |
| 2003 | Gettin' Square                         | Barry "Wattsy" Wirth           |
| 2002 | Dirty Deeds                            | Darcy                          |
| 2002 | Hart's War                             | Cabo B.J. "Depot" Guidry       |
| 2001 | A Matter of Life                       | Héroe                          |
| 2000 | Bootmen                                | Mitchell                       |
| 2000 | Life in a Volkswagen                   |                                |

### Televisión
| Año         | Título             | Personaje             | Notas                                   |
| ----------- | ------------------ | --------------------- | --------------------------------------- |
| 2017        | Manhunt: Unabomber | Jim "Fitz" Fitzgerald | 8 episodios                             |
| 2015        | Deadline Gallipoli | Phillip Schuler       | Miniserie                               |
| 2006        | Two Twisted        | Gus Rogers            | Episodio: "Delivery Man"                |
| 2005        | The Surgeon        | Dr. Sam Dash          | 8 episodios                             |
| 2004 - 2005 | Love My Way        | Howard Light          | 10 episodios                            |
| 2000        | Blue Heelers       | Shane Donovan         | Episodio: "Bloodlines"                  |
| 2000        | Water Rats         | Phillip Champion      | Episodio: "Able to Leap Tall Buildings" |
| 2000        | JAG                | Dunsmore              | Episodio: "Boomerang: Part 1"           |

### Videojuegos
| Año  | Título                     | Personaje  | Notas                           |
| ---- | -------------------------- | ---------- | ------------------------------- |
| 2012 | Call of Duty: Black Ops II | Alex Mason | Prestó su voz para el personaje |
| 2010 | Call of Duty: Black Ops    | Alex Mason | Prestó su voz para el personaje |

### Productor, escritor, director y compositor
| Año  | Título  | Notas                                                         |
| ---- | ------- | ------------------------------------------------------------- |
| 2012 | Scratch | Cortometraje - productor ejecutivo                            |
| 2004 | Enzo    | Cortometraje - director, escritor, cinematógrafo y compositor |

## Premios y nominaciones
| Año  | Categoría                                      | Premio                  | Trabajo nominado     | Resultado |
| ---- | ---------------------------------------------- | ----------------------- | -------------------- | --------- |
| 2010 | Choice Movie Actor: Fantasy                    | Teen Choice Award       | Clash of the Titans  | Nominado  |
| 2010 | Best Actor                                     | AFI International Award | Avatar               | Ganador   |
| 2010 | Best Actor                                     | Saturn Award            | Avatar               | Ganador   |
| 2010 | Choice Movie Actor: Sci-Fi                     | Teen Choice Award       | Avatar               | Ganador   |
| 2010 | Male Star of the Year                          | ShoWest Award           | -                    | Ganador   |
| 2010 | Best Fight (junto a Stephen Lang)              | MTV Movie Award         | Avatar               | Nominado  |
| 2010 | Cutest Kiss (junto a Zoe Saldaña)              | MTV Movie Award         | Avatar               | Nominado  |
| 2010 | Cutest Couple (junto a Zoe Saldaña)            | Blimp Award             | Avatar               | Nominado  |
| 2010 | Choice Movie: Fight (junto a Stephen Lang)     | Teen Choice Award       | Avatar               | Nominado  |
| 2010 | Best Actor                                     | Empire Award            | Avatar               | Nominado  |
| 2010 | Best Actor                                     | Giffoni Award           | -                    | Ganador   |
| 2009 | Choice Movie Fresh Face Male                   | Teen Choice Award       | Terminator Salvation | Nominado  |
| 2004 | Best Actor in a Leading Role                   | AFI Award               | Somersault           | Ganador   |
| 2004 | Best Actor-Male                                | FCCA Award              | Somersault           | Nominado  |
| 2004 | Best Actor                                     | IF Award                | Somersault           | Nominado  |
| 2002 | Best Supporting Actor-Male                     | FCCA Award              | Dirty Deeds          | Nominado  |
| 2000 | Best Performance by an Actor in a Leading Role | AFI Award               | Bootmen              | Nominado  |